# Тірренське море
Тірре́нське мо́ре (лат. Mare Tyrrhenum; фр. Mer Tyrrhénienne; італ. Mar Tirreno) — частина Середземного моря між островами Корсика і Сардинія, Сицилія та материковою Італією; площа, за різними джерелами від 231 000 км² до 259 000 км² і навіть до 275 000 км², а максимальна глибина від 3785 м до 3830 м.
Назва походить від грецького імені народу етрусків — тіррени, які мешкали на його північному узбережжі.
У море впадають річки Тибр та Гарільяно.

## Протоки
Море має сполучення з іншими частинами Середземного моря протоками:
| Назва        | Розташування                                                                      | Ширина         | З'єднує з                          |
| ------------ | --------------------------------------------------------------------------------- | -------------- | ---------------------------------- |
| Корсиканська | між Тосканою і Корсикою 42°50′ пн. ш. 9°45′ сх. д. / 42.833° пн. ш. 9.750° сх. д. | близько 80 km  | Лігурійське море                   |
| Боніфачо     | між Корсикою і Сардинією                                                          | 11 km          | Середземне море (власна акваторія) |
| Без назви    | між Сардинією і Сицилією                                                          | близько 290 км | Середземне море (власна акваторія) |
| Мессінська   | між Сицилією і Калабрією, Італія                                                  | близько 3 km   | Іонічне море                       |

## Геологія
Є тектонічною улоговиною, в центральній частині сягає глибини до 3719 м. В районі моря проходить сейсмічний розлом між Європою і Африкою, звідси — пасмо підводних гірських вершин і діючі вулкани (Везувій, Стромболі, Вулькано тощо)

### Басейни
Тірренський басейн має поділ на два суббасейни або рівнини, рівнина Вавілова та рівнина Марсілі, що розділяються підводним хребтом — міст Ісселя (на честь Артура Ісселя)

## Межі моря

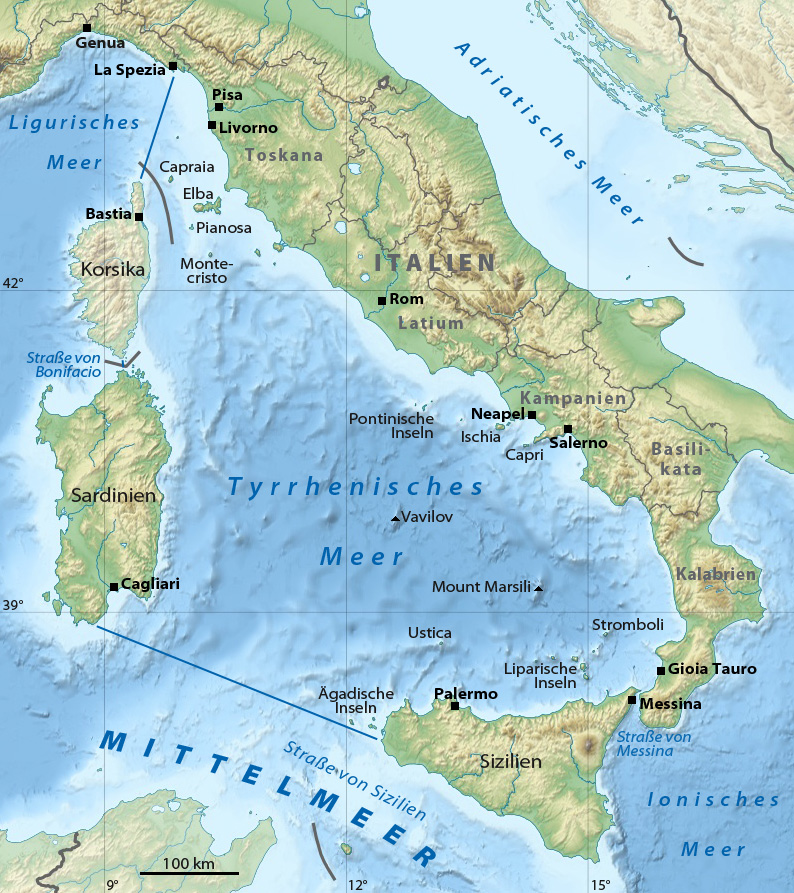
Фізична карта Тірренського моря

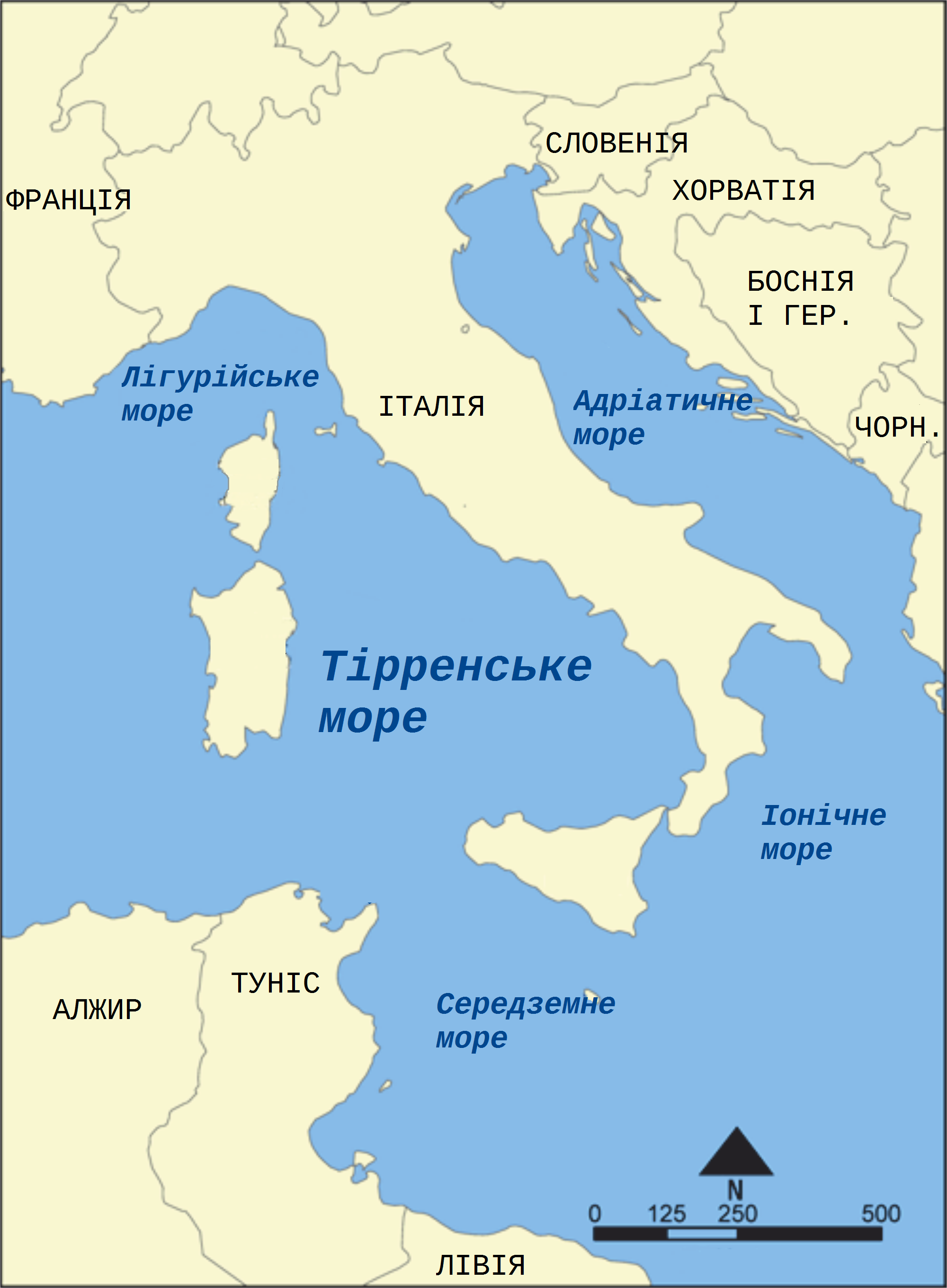
Тірренське море

Міжнародна гідрографічна організація так визначає межі Тірренського моря::
- У Мессінській протоці: лінія, що з'єднує північний край мису Пачі (38°15′26.6″ пн. ш. 15°42′52.3″ сх. д. / 38.257389° пн. ш. 15.714528° сх. д.) зі східним краєм острова Сицилії, мис Пелоро (38°16′2.6″ пн. ш. 15°39′11.1″ сх. д. / 38.267389° пн. ш. 15.653083° сх. д.).
- На південному заході: лінія прямує від західного краю мису Лілібео (37°48′7.5″ пн. ш. 12°25′26.8″ сх. д. / 37.802083° пн. ш. 12.424111° сх. д.), о. Сицилія до південного краю мису Теулада (38°51′50.6″ пн. ш. 8°38′43.7″ сх. д. / 38.864056° пн. ш. 8.645472° сх. д.), о. Сардинія.
- У протоці Боніфачьо: лінія прямує від західного краю мису Теста (41°14′15.3″ пн. ш. 9°8′17.1″ сх. д. / 41.237583° пн. ш. 9.138083° сх. д.), о. Сардинія до південно-західного краю мису Фено (41°23′30.7″ пн. ш. 9°5′45.7″ сх. д. / 41.391861° пн. ш. 9.096028° сх. д.), о. Корсика.
- На півночі: лінія, що з'єднує мис Корсика (43°0′36.6″ пн. ш. 9°23′0″ сх. д. / 43.010167° пн. ш. 9.38333° сх. д.) на о Корсика, до острова Тінетто (44°01′ пн. ш. 9°51′ сх. д. / 44.017° пн. ш. 9.850° сх. д.), а звідти через острови Тіно і Пальмарія до мису Сан-П'єтро (44°03′ пн. ш. 9°50′ сх. д. / 44.050° пн. ш. 9.833° сх. д.) на узбережжі Італії.

## Острови
На півночі моря біля узбережжя Тоскани знаходиться Тосканський архіпелаг (острови Ельба, Піаноза, Монтекрісто, Горгона, Капрая, Джиліо і Джианутрі).
Біля узбережжя Лаціо знаходяться Понціанські, а саме Понца, Гаві, Пальмарола, Занноні, Вентотене і Санто-Стефано. Ці острови вулканічного походження, їм близько одного-двох мільйонів років. Далі на південь від узбережжя Кампанії лежать Флегрейські острови (Іскія, Віваро, Прочида, Нізіда і Капрі). За винятком Капрі, всі інші острови утворилися в результаті вивержень вулканів.
Ліпарські острови вулканічного походження. Еолійські острови розташовані на північ від Сицилії. Їм менше мільйона років. Нижче поверхні моря вони витягнуті серією підводних гір. Острови дуже різні за віком, формою і активностю. Кілька вулканів здаються згаслими, ймовірно, Ліпарі все ще активний, Вулькано вивергається нерегулярно, а Стромболі, так званий середземноморський маяк, «працює» майже безперервно протягом не менше 200 років, та за оцінками цей період може становити до 2500 років.

## Порти
Неаполь, Салерно, Джоя-Тауро, Палермо (острів Сицилія), Кальярі (острів Сардинія), Бастія (острів Корсика).

## Клімат
Акваторія моря лежить в середземноморській області північного субтропічного кліматичного поясу. Влітку переважають тропічні повітряні маси, взимку — помірні. Значні сезонні амплітуди температури повітря і розподілу атмосферних опадів. Влітку жарко, ясна і тиха погода; взимку відносно тепло, похмура вітряна погода і дощить. У цілому кількість опадів зменшується з півночі на південь, а середня температура повітря і води підвищується. Температура самого верхнього шару води в Тірренському морі становить близько 13 градусів за Цельсієм взимку і підвищується до 23-24 градусів за Цельсієм влітку.
Глибоке і широке Тірренське море помірно впливає на клімат, роблячи літо трохи прохолоднішим, а зиму трохи теплішою, ніж в інших частинах Середземномор'я. Узбережжя материкової частини Італії порівняно дощові, оскільки тут вологі повітряні маси Тірренського моря зупиняються Апеннінами. Сардинія і Сицилія, з іншого боку, є одними з найбільш сухих регіонів Італії. Сицилія також є найспекотнішим регіоном, середні зимові температури на Сицилії і Калабрії не опускаються нижче 10 градусів за Цельсієм.

## Біологія
Акваторія моря належить до західносередземноморського морського екорегіону бореальної північноатлантичної зоогеографічної провінції. У зоогеографічному відношенні донна фауна континентального шельфу й острівних мілин до глибини 200 м належить до середземноморської провінції, перехідної зони між бореальною та субтропічною зонами.